# Космос-32
Космос-32 (Зенит-2 № 18) — советский разведывательный спутник первого поколения, нёсший на борту аппаратуру для оптической фотосъёмки низкого разрешения. Был запущен 10 июня 1964 года с космодрома «Байконур».

## Запуск
Запуск «Космоса-32» состоялся в 10:48 по Гринвичу 10 июня 1964 года. Для вывода спутника на орбиту использовалась ракета-носитель «Восток-2» (серийный номер Р15001-02). Старт был осуществлён с площадки 31/6 космодрома Байконур. После успешного вывода на орбиту спутник получил обозначение «Космос-32», международное обозначение 1964-029A и номер по каталогу спутников 00807.
«Космос-32» эксплуатировался на низкой околоземной орбите. По состоянию на 10 июня 1964 года он имел перигей 213 километров, апогей 319 километров и наклон 51,3° с периодом обращения 89,8 минуты. После восьми дней работы на орбите миссия «Космос-32» закончилась. Спутник сошёл с орбиты 18 июня 1964 года, а его возвращаемый отсек приземлился на парашюте и был подобран советскими военными.

## Космический аппарат
«Космос 32» соответствовал типу «Зенит-2» и был построен в ОКБ-1 С. П. Королёва (РКК «Энергия») на базе конструкции пилотируемого космического корабля «Восток». Аппарат состоит из сферического возвращаемого отсека диаметром 2,3 и массой 2400 кг. Внутри отсека устанавливалась вся специальная аппаратура. Оптические оси смонтированных фотокамер были перпендикулярны продольной оси аппарата. Съёмка осуществлялась через иллюминаторы, расположенные в крышке одного из двух технологических люков большого диаметра. Основной задачей «Космос-32» являлась фоторазведка. Общая масса космического аппарата составляла 4730 кг.